# TAC-50狙擊步槍
麥克米蘭TAC-50（英語：McMillan TAC-50）是由美國麥克米蘭兄弟步枪公司（McMillan Brothers Rifle Co.，现更名为麦克米兰枪械公司 McMillan Firearms）在1980年推出的12.7×99 NATO（.50 BMG）狙擊步槍／反器材步槍。

## 設計及历史

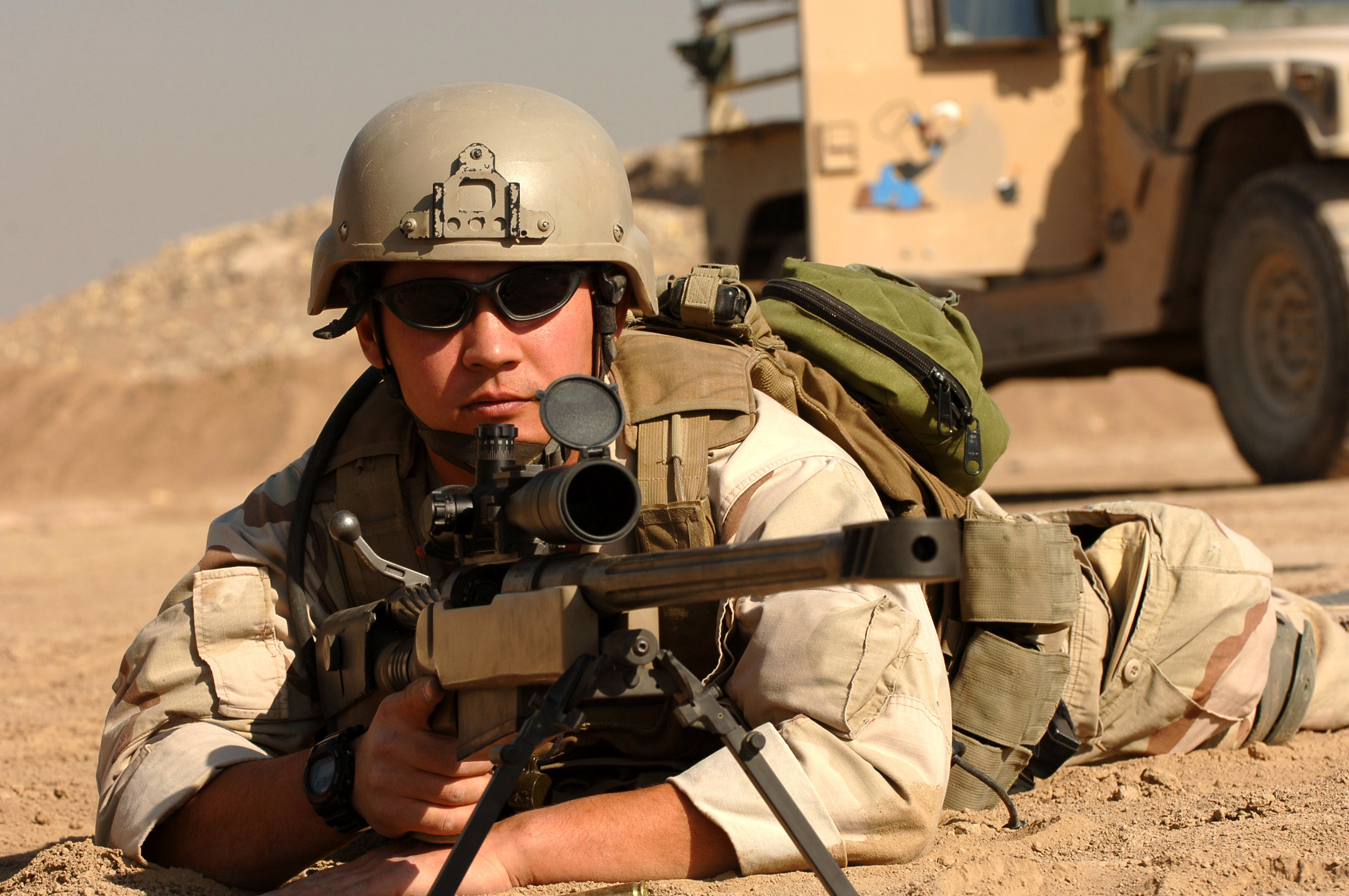
美國海軍EOD部隊士兵的TAC-50

TAC-50是一種軍隊及執法部門用的狙擊武器，亦是加拿大軍隊在2000年起的制式「長距離狙擊武器」（Long Range Sniper Weapon—LRSW），當發射比賽級彈藥的精度高達0.5角分（MOA）。
TAC-50採用手動旋轉後拉式槍機系统，裝有由Lilja制造的比賽級浮置槍管，槍管表面刻有線坑以減低重量，槍口裝有高效能制退器以緩衝12.7×99 NATO（.50 BMG）的強大後座力，由可裝5發的可分離式彈倉供彈，採用麥克米蘭玻璃纖維強化塑膠槍托，槍托前端裝有兩腳架、尾部裝有特制橡膠緩衝墊，整個槍托尾部可以拆下以方便攜帶。TAC-50沒有機械照門及預設瞄準鏡，而加拿大軍隊採用16倍瞄準鏡。

## 最遠狙擊距離的世界紀录
加拿大軍隊的羅布‧福爾隆（Rob Furlong）下士在2002年阿富汗Shah-i-Kot山谷上，以TAC-50在2430米（7972尺／1.509英里）距離擊中一名塔利班武裝份子RPK機槍手，亦創出當時最遠狙擊距離的世界紀錄，至2009年11月才被英軍狙擊手克雷格·哈里遜用L115A3狙擊步槍以2,475米的距離打破。
實際上，Rob Furlong第一發未擊中，但第二發擊中目標的背包，第三發擊中軀幹。阿富汗Shah-i-Kot山谷高度為海拔2,432米，其较低的空氣密度令狙擊步槍的最大有效射程增加。
2017年6月，加拿大第2聯合特戰部隊（Joint Task Force 2）一名神槍手TAC-50狙擊步槍在3,540米外的距離擊斃IS份子，子彈在空中約花了10秒的時間，再度從L115A1手中奪回最遠狙擊距離的世界記錄；狙擊手需要精準計算風速和地心引力等環境因素，是非常高難度的射擊；但這紀錄於2023年被烏克蘭國家安全局狙擊手使用地平線之主狙擊步槍在3,800米（4,156 yd）距離上擊殺一名參與入侵烏克蘭的俄國士兵的新紀錄再次打破。

## 使用國
- 加拿大

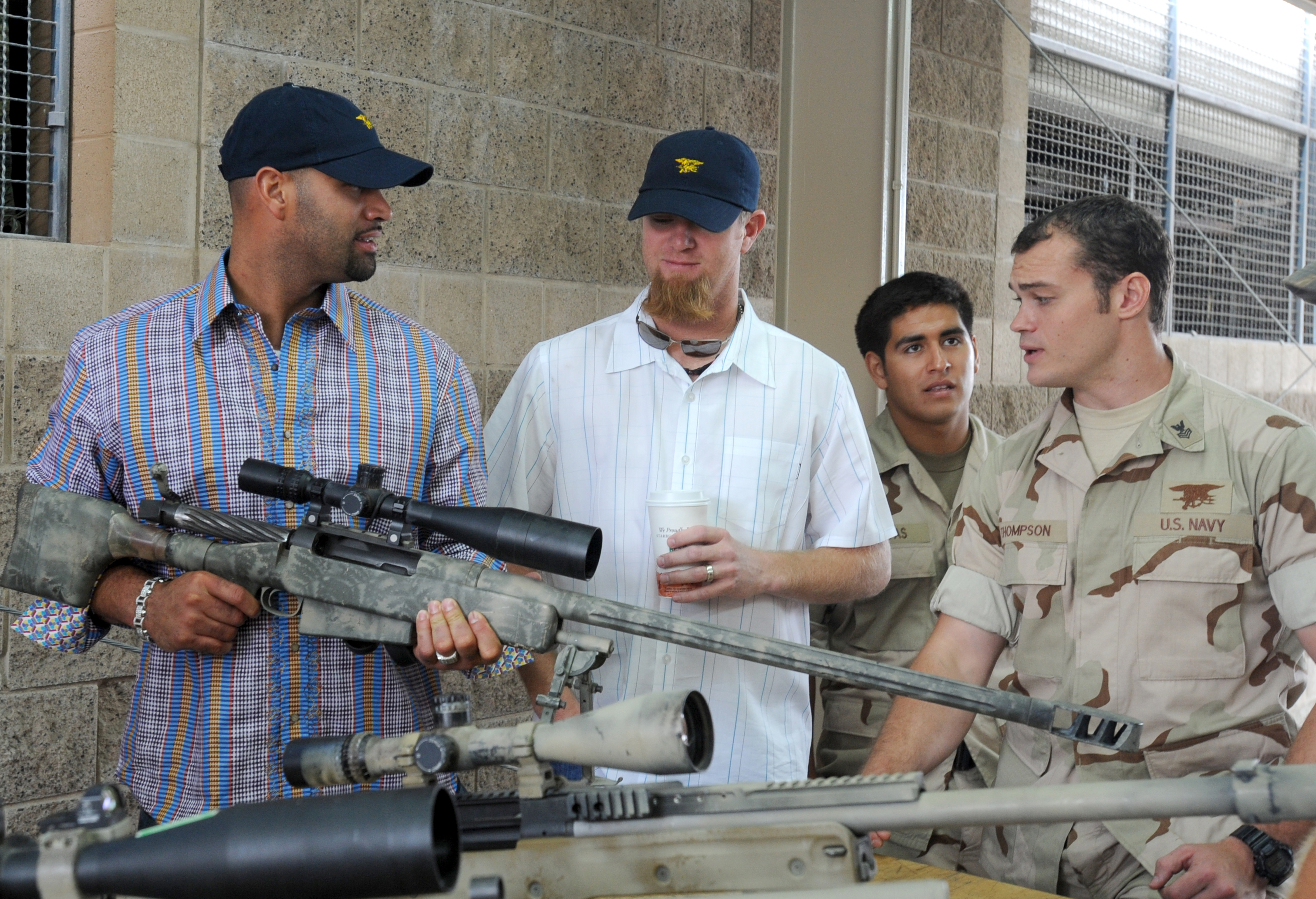
海豹部隊裝備的TAC-50被命名為“Mk 15”

  - 加拿大軍隊（命名為“C15長程狙擊武器”）
- 法國
  - 法國海軍突擊隊
- - 喬治亞特種作戰部隊（英语：Georgian Special Operations Forces）
- 以色列
  - 以色列國防軍偵察單位（英语：Special forces of Israel）
- 约旦
  - 約旦皇家陸軍（英语：Royal Jordanian Army）特別偵察團
- 秘魯
  - 秘魯陸軍（英语：Peruvian Army）
- 菲律賓
  - 菲律賓武裝部隊
- 波蘭
  - 波蘭武裝力量行動應變及機動組
- 南非
  - 南非警察局（英语：South African Police Service）特別任務部隊
- 土耳其
  - 土耳其陸軍山區突擊隊
- 乌克兰
  - 烏克蘭國民衛隊
- 美国
  - 美國海軍海豹部隊（命名為“Mk 15”）[7]